# Асуажу-де-Сус
Асуажу-де-Сус (рум. Asuaju de Sus) — село у повіті Марамуреш в Румунії. Адміністративний центр комуни Асуажу-де-Сус.
Село розташоване на відстані 414 км на північний захід від Бухареста, 32 км на захід від Бая-Маре, 93 км на північ від Клуж-Напоки.

## Населення
За даними перепису населення 2002 року у селі проживали 1011 осіб, з них 1008 осіб (99,7%) румунів. Рідною мовою 1009 осіб (99,8%) назвали румунську.